# Stasi
Stasi (произносится как Штази) — двенадцатый альбом белорусской панк-группы «Нейро Дюбель». На музыкальной премии «Рок-коронация-2007» был назван «Альбомом года».

## Об альбоме
По словам лидера группы Александра Куллинковича было несколько вариантов названия для нового альбома (например «Стотыщмільёнаў»), но решено было остановиться на названии «Штази». Так называлась спецслужба в ГДР. Куллинкович пояснил, что это структура, «которой якобы нет, но на самом деле она есть». Что отражает положение дел с группой «Нейро Дюбель» последних лет. В 2004 году группа принимала участие в оппозиционном концерте, посвящённом 10-летию правления Александра Лукашенко, после которого вместе с другими его участниками попала в негласный «чёрный список». Группа перестала упоминаться в государственных СМИ, а с организацией концертов стали возникать проблемы.
Концертная презентация нового альбома должна была состояться 14 ноября 2007 года в минском клубе «Фортуна». В день концерта директора клуба вызвали в райисполком Партизанского района Минска, после чего он связался с музыкантами и сообщил им, что концерт должен быть отменён. По его словам, в курсе ситуации даже мэр столицы Михаил Павлов. За два часа до начала концерта в клуб приехали сотрудники КГБ. После беседы с ними директор клуба сообщил публике, что концерта не будет, а клуб закрыт по техническим причинам. Около сотни поклонников группы не стали расходиться, а остались на улице возле клуба. К ним вышел Александр Куллинкович, который стал раздавать автографы.
Альбом был выпущен лейблом West Records. На альбоме 19 песен, шесть из которых на русском языке, остальные на белорусском. Кроме того, на альбоме присутствует 7 «стишков» от «Дяди Саши». По словам Куллинковича, так его в последние годы стали называть поклонники, что его поначалу раздражало. На альбоме два кавера. Один сделан на песню «Чёрные глаза» российского певца Айдамира Мугу. Другой на песню «Kocham wolność» польской группы Chłopcy z Placu Broni. Перевод с польского на белорусский выполнил искусствовед Михаил Анемподистов. Песня получила название «Свабода». Песня «Край» посвящена Татьяне Куковской, которая была близким другом Александра Куллинковича. Они были крёстными родителями детей друг друга. «Татьяна умерла скоропостижно два года назад. Это была женщина с мужской натурой. Я до сих пор её люблю и помню. Поэтому песня „Край“ не про Беларусь, как многим кажется, а про смерть», — рассказал Куллинкович. На эту песню в Польше был снят видеоклип, который присутствовал на CD. Летом 2008 года был снят клип на песню «Можно жить». В этом видео Александр Куллинкович играет сразу четыре роли: музыканта, бомжа, бизнесмена и милиционера.
Песня «Свабода» в 2009 году была отобрана на сборник «Budzma The Best Rock / Budzma The Best Rock/New».

## Список композиций
| №                   | Название                                              | Автор(ы)              | Длительность |
| ------------------- | ----------------------------------------------------- | --------------------- | ------------ |
| 1.                  | «Вітайце!»                                            |                       | 3:10         |
| 2.                  | «Stasi»                                               |                       | 4:25         |
| 3.                  | «Комбайнэрам»                                         |                       | 2:31         |
| 4.                  | «Das Pisch»                                           |                       | 3:15         |
| 5.                  | «Дедушка»                                             |                       | 5:03         |
| 6.                  | «Стих про счастье»                                    |                       | 0:29         |
| 7.                  | «Усама»                                               |                       | 2:49         |
| 8.                  | «Стих про прописку»                                   |                       | 0:16         |
| 9.                  | «Гадзіна»                                             |                       | 3:33         |
| 10.                 | «Пить»                                                |                       | 4:12         |
| 11.                 | «Стих про брифинг»                                    |                       | 0:11         |
| 12.                 | «Сукі»                                                |                       | 4:57         |
| 13.                 | «Згубіўся»                                            |                       | 3:53         |
| 14.                 | «Стих про Саркози»                                    |                       | 0:14         |
| 15.                 | «Пі…»                                                 |                       | 3:01         |
| 16.                 | «Трываю»                                              |                       | 5:04         |
| 17.                 | «Стих про начальника»                                 |                       | 0:12         |
| 18.                 | «Край» (посвящается светлой памяти Татьяны Куковской) |                       | 3:55         |
| 19.                 | «Кени»                                                |                       | 2:53         |
| 20.                 | «Стих про народы»                                     |                       | 0:10         |
| 21.                 | «У гіпсе!»                                            |                       | 3:27         |
| 22.                 | «Чёрные глаза»                                        | Аскарбий Унароков     | 3:10         |
| 23.                 | «Стих про слабака»                                    |                       | 0:11         |
| 24.                 | «Лучшая девушка»                                      |                       | 3:00         |
| 25.                 | «Свабода»                                             | Chłopcy z Placu Broni | 3:04         |
| 26.                 | «Можно жить»                                          |                       | 4:02         |
| Общая длительность: | Общая длительность:                                   | Общая длительность:   | 1:12:16      |

## Участники записи
- Александр Куллинкович — вокал
- Юрий Наумов — бэк-вокал
- Виталий Абрамович — гитара
- Владимир Сахончик — гитара
- Евгений Бровко — бас-гитара
- Андрей Степанюк — ударные
- Александр Хавкин — губная гармошка
- музыка — «Нейро Дюбель»
- слова — Александр Куллинкович, кроме 22 — Аскарбий Унароков, 25 — Chłopcy z Placu Broni
- запись — Андрей Акатов, Игорь Плевин, Павел Юрцевич, студия «Осмос» и ОДО «Меццо Форте»[8]

## Рецензии и награды
Средняя оценка альбома от экспертов сайта Experty.by 8 баллов из 10. Эксперты в первую очередь обратили внимание на утяжеление звучания группы («реверансы в сторону Rammstein»). Было также отмечено, что на альбоме много запоминающихся песен и цитат. В то же время Олег Климов из «Музыкальной газеты» и Дмитрий Безкоровайный посетовали на то, что музыка группы становится однообразной и ожидаемой.
29 февраля 2008 года в концертном зале «Минск» состоялась церемония награждения «Рок-коронация-2007», где альбом Stasi получил приз в номинации «Альбом года». Группа «Нейро Дюбель» также получила главный приз церемонии — «Рок-корону», которую вручал писатель Владимир Орлов. Это была вторая подобная победа группы. В прошлый раз «Рок-корону» группа получила на «Рок-коронации-1998» из рук основателя «Песняров» Владимира Мулявина.